# Chaetocnema balanomorpha
Chaetocnema balanomorpha là một loài bọ cánh cứng trong họ Chrysomelidae. Loài này được Boieldieu miêu tả khoa học năm 1859.